# Новая русская книга (Санкт-Петербург)
Новая Русская Книга — российский критико-библиографический журнал, выходивший в Санкт-Петербурге в 1999—2002 гг.
«Новая Русская Книга» продолжала традицию русской «книжной» журналистики: ежемесячник с таким названием, выходивший в Берлине в начале 1920-х годов, был посвящён новинкам книжного рынка и хронике литературной жизни и оставил яркий след в истории свободной русской печати, до сих пор являясь незаменимым подспорьем в изучении русской культуры XX века. Возобновление «Новой Русской Книги» в условиях конца 1990-х гг. было продиктовано явным дефицитом на российском медиа-рынке авторитетных изданий, специализирующихся на освещении и анализе современного книгоиздательского процесса.
Информация о новинках книжного рынка в сочетании с квалифицированной экспертной оценкой продукции российских издательств — основное направление редакционной стратегии «НРК». Журнал стремился охватить возможно более обширный тематический спектр выпускаемой книжной продукции и делился на несколько разделов, группирующих материал соответственно тематике рецензируемых изданий: русская и переводная художественная литература, гуманитарная литература (мемуаристика, литературоведение, философия и культурология, история). Рецензионные блоки дополняли концептуальные обзоры, посвящённые актуальным тенденциям современной литературы и книгоиздания. «НРК» публиковала также интервью с авторами произведений, вызвавших широкий интерес критики и читателей, фрагменты книг, готовящихся к выходу, стихи.

## Персоналии
- Издатель — Игорь Немировский (с 2001 г. совместно с Иваном Лимбахом).
- Главный редактор Глеб Морев (1999—2002, № 1-12), Валерий Сажин (2002, № 13).
- Редколлегия: Константин Азадовский (Петербург), Анатолий Барзах (Петербург), Андрей Зорин (Москва), Александр Лавров (Петербург), Роман Тименчик (Иерусалим), Иван Чечот (Петербург).